# Alexandru Ioan Cuza (gmina)
Alexandru Ioan Cuza – gmina w Rumunii, w okręgu Jassy. Obejmuje miejscowości Alexandru Ioan Cuza, Kogălniceni, Șcheia i Volintirești. W 2011 roku liczyła 2912 mieszkańców.